# Luthando Kaka
Luthando Kaka (født 1. juni 1986) er en sydafrikansk professionel cykelrytter, som kører for det sydafrikanske hold, Team Medscheme. 
Han kørte for det danske continental-hold, Glud & Marstrand Horsens fra 2008-2009. Han var den første rytter, som kom videre til et europæisk cykelhold fra Velokhaya-projektet i Sydafrika, der er en del af Tinkoffs talentudvikling.
Luthando Kaka valgte dog at opgive drømmen om at køre for et større europæisk hold, da han efter utilfredshed med sin rolle på holdet under Post Danmark Rundt 2009, valgte at rejse hjem til Sydafrika uden varsel 
.